# Cahan
Cahan – miejscowość i gmina we Francji, w regionie Normandia, w departamencie Orne.
Według danych na rok 1990 gminę zamieszkiwało 211 osób, a gęstość zaludnienia wynosiła 36 osób/km² (wśród 1815 gmin Dolnej Normandii Cahan plasuje się na 675. miejscu pod względem liczby ludności, natomiast pod względem powierzchni na miejscu 810.).